# Cestica
Cestica falu és község Horvátországban, Varasd megyében.

## Fekvése
Varasdtól 18 km-re északnyugatra, a Dráva jobb partján a Varasdot a szlovéniai Ptujjal összekötő 2-es számú főút mellett a szlovén határ közelében fekszik. Közigazgatásilag Babinec, Brezje Dravsko, Dubrava Križovljanska, Falinić Breg, Gornje Vratno, Jarki, Kolarovec, Križanče, Križovljan Radovečki, Mali Lovrečan, Malo Gradišće, Natkrižovljan, Otok Virje, Radovec, Radovec Polje, Selci Križovljanski, Veliki Lovrečan, Virje Križovljansko és Vratno Otok falvak tartoznak hozzá.

## Története
Egykor itt haladt át a régi római út, mely Ptujt (Poetovio) és Eszéket (Mursa) összekötötte. Itt lépett be a mai Horvátország területére. A legkorábbi térképek itt mutatják Ramista antik városát is. A mai Dubrava Križovljanskánál levő határátkelő közelében ősidők óta, de még a török korban is közlekedtek a kompok a Dráván át. Az itt előkerült régészeti leletek alapján Baltazar Adam Krčelić horvát történetíró a közeli Babinecet az ősi pannóniai Aniciával azonosította.
A község legrégibb iskolája 1845-ben nyílt meg a radoveci templom közelében. Első ismert tanítója a Bartolovecből érkezett Ignac Jugović volt. Az elemi iskolai oktatást 1874-ben Mažuranić bán rendeletére vezették be. 1876-ban új iskolaépületet emeltek, ma már ez sem áll, a helyén vegyesbolt van. Az alapiskola mai épülete 1980-ban épült a falu közepén.
1920-ig Varasd vármegye Varasdi járásához tartozott. A falu önkéntes tűzoltóegylete 1929-ben alakult, postája 1935-től működik. 2001-ben a községnek 5678, a falunak 491 lakosa volt.

## Népessége
| Lakosság változása | Lakosság változása | Lakosság változása | Lakosság változása | Lakosság változása | Lakosság változása | Lakosság változása | Lakosság változása | Lakosság változása | Lakosság változása | Lakosság változása | Lakosság változása | Lakosság változása | Lakosság változása | Lakosság változása | Lakosság változása |
| ------------------ | ------------------ | ------------------ | ------------------ | ------------------ | ------------------ | ------------------ | ------------------ | ------------------ | ------------------ | ------------------ | ------------------ | ------------------ | ------------------ | ------------------ | ------------------ |
| 1857               | 1869               | 1880               | 1890               | 1900               | 1910               | 1921               | 1931               | 1948               | 1953               | 1961               | 1971               | 1981               | 1991               | 2001               | 2011               |
| 154                | 206                | 209                | 282                | 330                | 335                | 299                | 317                | 321                | 301                | 297                | 340                | 453                | 485                | 491                | 504                |

## Nevezetességei
A község területén három templom is áll a Szent Kereszt Felmagasztalása, Szent Borbála és Szent Lőrinc tiszteletére szentelve, de magának Cestica falunak nincsen temploma.
A Cesticából Ormožba vezető út mentén található Križovljangrad, mely a Horvát Zagorje legészakibb kastélya. A 16. század közepén még egy fából épített várat említenek itt. A 17. században már falazott síkvidéki várként említik, erre utalnak a reneszánsz elemek is az egyes építészeti részletekben. Egyemeletes erődszerű lakóépület, amely a fennmaradt reneszánsz építészeti elemekkel együtt ritkaságnak számít ezen a területen. A parkkal együtt Hrvatsko Zagorje egyik legértékesebb kastélya.

## Sport
A falu labdarúgóklubja az NK Polet Cestica.